# Supergrup de la tobermorita
El supergrup de la tobermorita és un grup de minerals silicats de calci hidrat caracteritzats per diferents estats d'hidratació i simetries subcel·lulars. Aquest supergrup està format pel grup de la tobermorita (integrat per dues espècies: la cenotobermorita i la tobermorita) i pels minerals no classificats: clinotobermorita, paratobermorita, plombierita i riversideïta.
| Espècie                | Fórmula                                    |
| ---------------------- | ------------------------------------------ |
| Clinotobermorita       | [Ca₄Si₆O17·2H₂O]·(Ca·3H₂O)                 |
| Paratobermorita        | Ca₄(Al0.5Si0.5)₂Si₄O16(OH)(H₂O)₂·(Ca·3H₂O) |
| Plombierita            | [Ca₄Si₆O16(OH)₂·2H₂O]·(Ca·5H₂O)            |
| Riversideïta           | Ca₅Si₆O16(OH)₂·2H₂O                        |
| Grup de la tobermorita |                                            |
| Cenotobermorita        | [Ca₄Si₆O15(OH)₂·2H₂O]·3H₂O                 |
| Tobermorita            | Ca₄Si₆O17(H₂O)₂·(Ca·3H₂O)                  |

Segons la classificació de Nickel-Strunz els minerals d'aquest supergrup pertanyen a "09.DG - Inosilicats amb 3 cadenes senzilles i múltiples periòdiques» juntament amb els següents minerals: ferrobustamita, pectolita, serandita, wol·lastonita, wol·lastonita-1A, cascandita, foshagita, jennita, paraumbita, umbita, sørensenita, xonotlita, hil·lebrandita, zorita, chivruaïta, haineaultita, epididimita, eudidimita, elpidita, fenaksita, litidionita, manaksita, tinaksita, tokkoïta, senkevichita, canasita, fluorcanasita, miserita, frankamenita, charoïta, yuksporita i eveslogita.

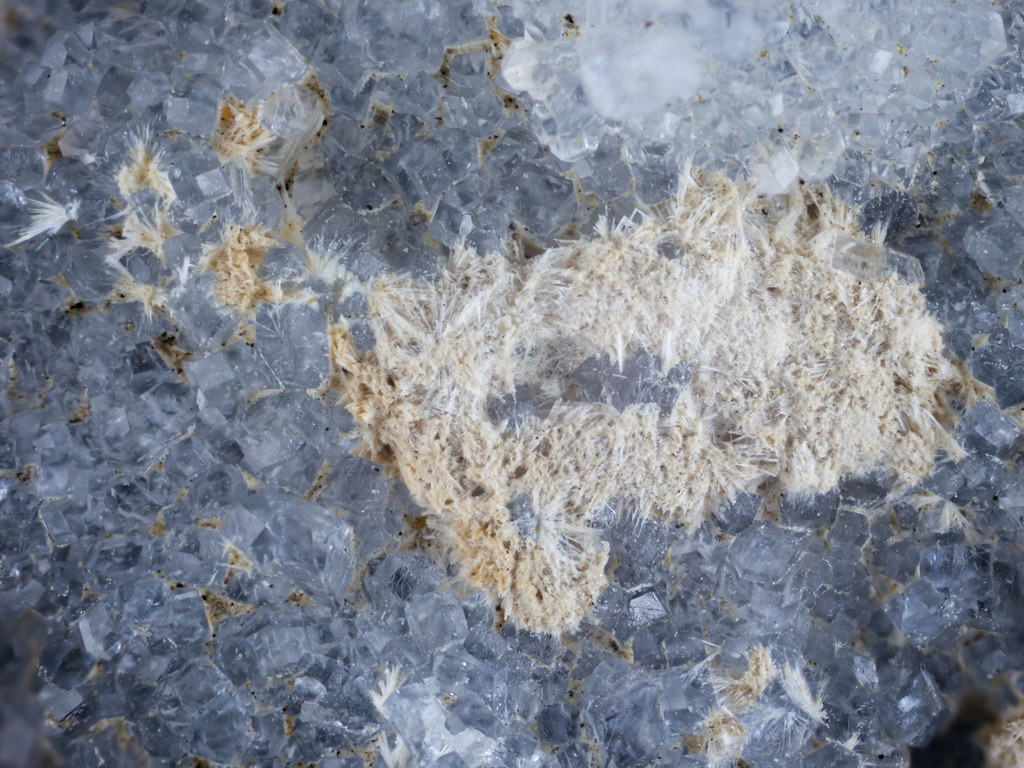
Tobermorita de la pedrera Sant Corneli, a Fogars de la Selva

Als territoris de parla catalana ha estat descrita únicament a la pedrera Sant Corneli, també coneguda com pedrera Can Saboia, situada entre els municipis de Tordera i Fogars de la Selva, a les comarques del Maresme i de la Selva respectivament.